# Kaliforniai gyantásciprus

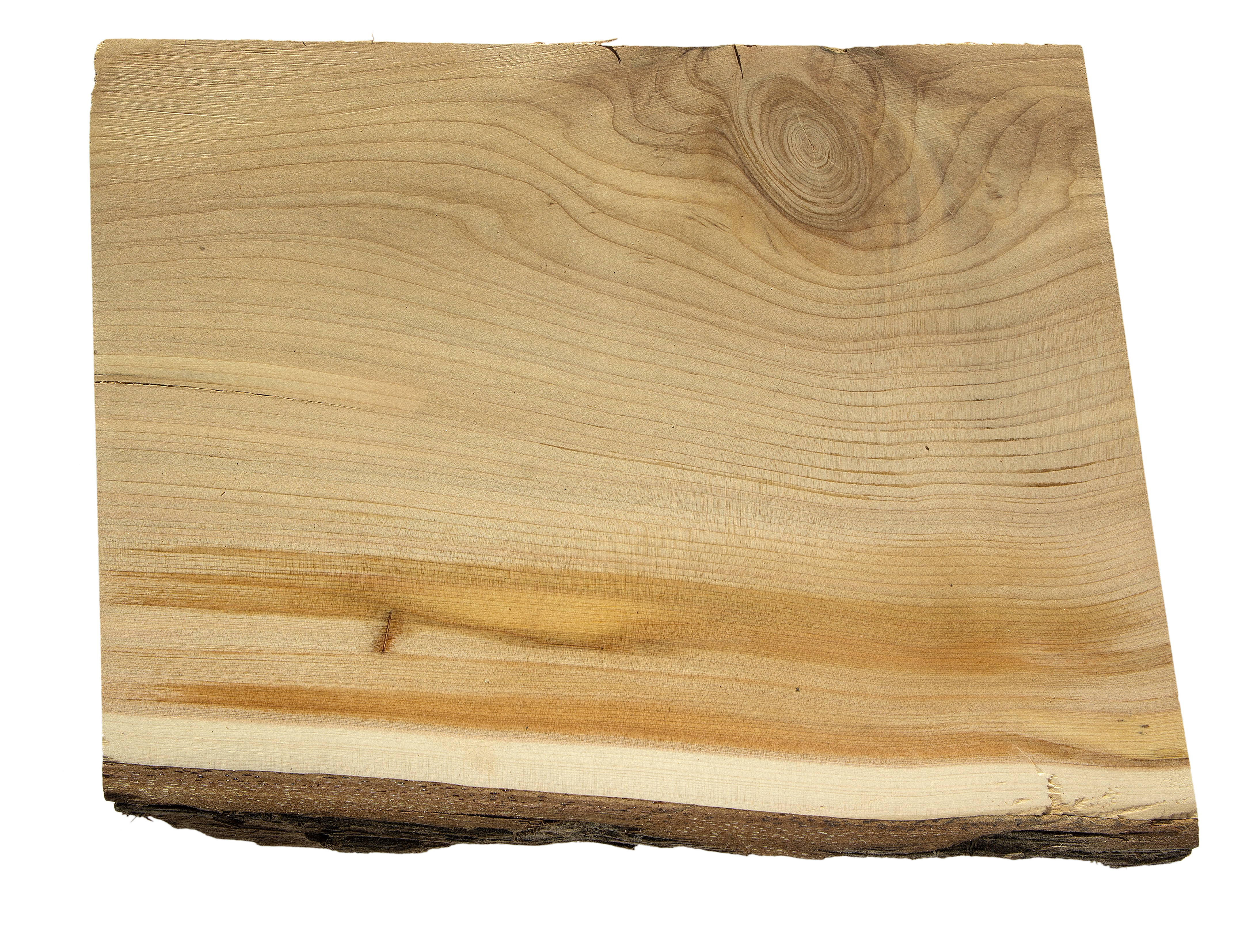
Calocedrus decurrens

A kaliforniai gyantásciprus (Calocedrus decurrens, egyes forrásokban tévesen: Libocedrus decurrens) a ciprusfélék családjába sorolt gyantásciprus (Calocedrus) nemzetség legismertebb faja. Éppen ezért magyarul gyakran egyszerűen gyantásciprusnak, illetve gyantáscédrusnak nevezik.

## Származása, elterjedése
Eredeti élőhelye Észak-Amerika pacifikus–észak-amerikai flóraterülete (USA: Kalifornia, Oregon; Mexikó: Alsó-Kalifornia). Itt a Parti hegységben, a Kaszkád-hegységben és a Sierra Nevadában egy É–D-i irányban nagyjából 1800 km hosszú, több mint 100 000 km²-es, többé-kevésbé összefüggő területen nő.
Díszfának főleg az északi mérsékelt égöv országaiba telepítették be, egyebek közt Magyarországra is. Szép példányi díszlenek Erdőtelek, Surd, Badacsonyörs, Agostyán arborétumában, de közparkokban és magánkertekben is.

## Megjelenése, felépítése
25–30 m magasra növő, elegáns, karcsú, gyakran oszlopos termetű fa; az Angliába áttelepített példányok a 40 m-t is elérhetik. Koronája általában kúp alakú, a csúcsa legömbölyödik. Ágrendszere változatos; jelentős földrajzi különbségekkel (az ágak állhatnak sűrűn vagy ritkásan, lehetnek vízszintesek vagy falállók stb.).
A tövénél gyakran elágazik; ilyenkor két törzsű. A fiatal fa kérge kezdetben sima, világos olajzöld vagy szürke, később pikkelyesen-lemezesen leváló lesz. Az idősebb fák vastag vörösbarna kérgét mély repedések tagolják; törzsük átmérője akár 2 m is lehet. A kéreg a törzsről puha, hosszanti lapokban hámlik le. Nyílt terepen az aljáig sűrűn ágas (erdőben az idősebb fák felkopaszodnak).
Lapos, a gyakran ültetett hamiscipruséra emlékeztető hajtásai csavarvonal mentén különböző síkokba fordulnak; az oldalágak vége bókoló vagy csomókban csüngő. Ha elég vízhez jut, négyes örvökben álló pikkelylevelei fényes sötétzöldek — szárazabb helyeken, illetve időben világoszöldre fakulnak.
A hosszú, párhuzamos élű pikkelylevelek átellenesen álltak; ez ősi vonás. A melegzöld, egyénenként szúrós hegyű pikkelylevelek szakaszosan befelé hajlanak, ezért maga a hajtás nem szúrós. Fonákukon nem látszanak fehéres rajzolatok.
Termős tobozvirágai napos helyen néha tömegesen jelennek meg a fa fölső részén és az oldalágak csúcsain. A 3–5 mm hosszú, porzós tobozvirágzatok is végállók. A kb. 2,5 cm-es toboztermések általában három átellenes pikkelypárból állnak. A  2-3,5 cm hosszú toboz kezdetben zöld, majd sárgás, végül vörösbarnára érve pattan fel. A felnyílt toboz alakja felülnézetben tulipánra emlékeztető. Csak a középső pikkelypár terem.

## Életmódja, termőhelye
Mivel elterjedési területének két végén az éghajlat rendkívül eltérő, a faj meglehetősen tűrőképes; változatos növénytársulások tagja. Északon, ahol az éghajlat viszonylag kiegyenlített, az óriás tujával (Thuja plicata) és az örökzöld mamutfenyővel (Sequoia sempervirens) kell konkurálnia, e helyeken akár 50 m-esre is megnő. A Sierra Nevada déli lejtőin, ahol a chaparral örökzöld  törpecserjéivel, illetve az óriás mamutfenyővel (Sequoiadendron giganteum) és a duglászfenyővel (Pseudotsuga menziesii) társul, 1-4 hónapos szárazságot kell elviselnie. Dél-Kaliforniában a magashegységbe bevágódó vízfolyások szurdokerdőibe szorul, hogy a száraz sivatagi levegő ne szárítsa ki.
Magyarországon párás, üde termőhelyet kíván. Ha elegendő a víz és a páratartalom, a meleget és a meszes talajt is elviseli.
Fiatal korában fagyérzékeny (csúcsa könnyen visszafagy), és ilyenkor lassan is nő, de amikor gyökérzete kellően megerősödik, hirtelen „megugrik”, és utána szélsőséges esetben akár évi 1 m-t is növekedhet.
Dugványai igen nehezen gyökeresednek, magról viszont könnyen fölnevelhető.
Az átültetést rosszul tűri, viszont a fitoftórás gyökérrothadásnak ellenáll.

## Alfajok, változatok
Magyarországon ismertebb kertészeti változatai:
- ‘Columnaris’ karcsú, oszlopos — főleg Angliában terjedt el;
- ‘Aureovariegata’ lombja sárgával tarkázott;
- ‘Intricata’ törpeforma,
- ‘Pygmaea’ törpeforma.